# Tituly a vyznamenání Rodiona Jakovleviče Malinovského

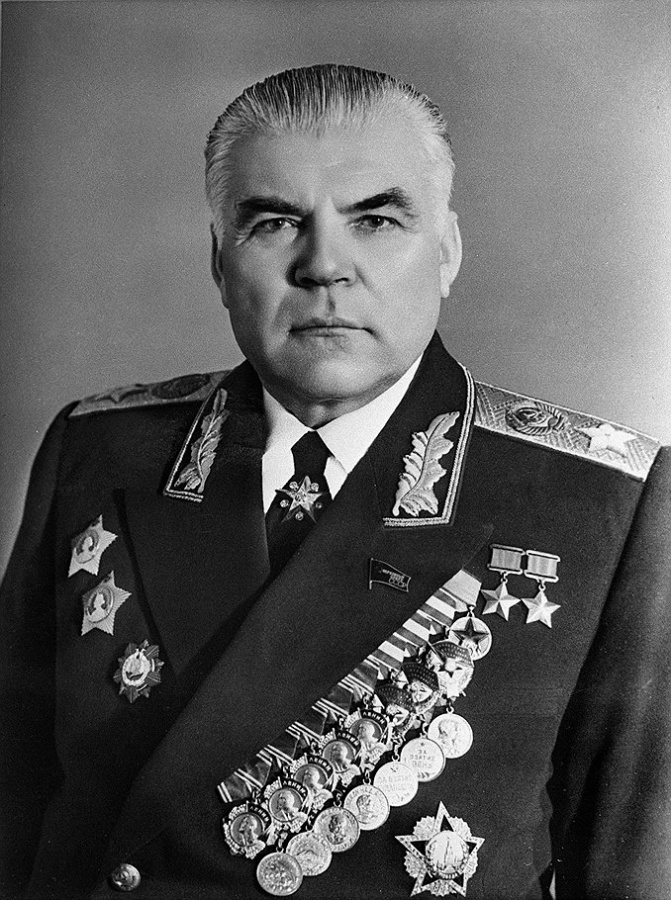
Maršál Sovětského svazu R. J. Malinovskij v uniformě zdobené řadou vyznamenání

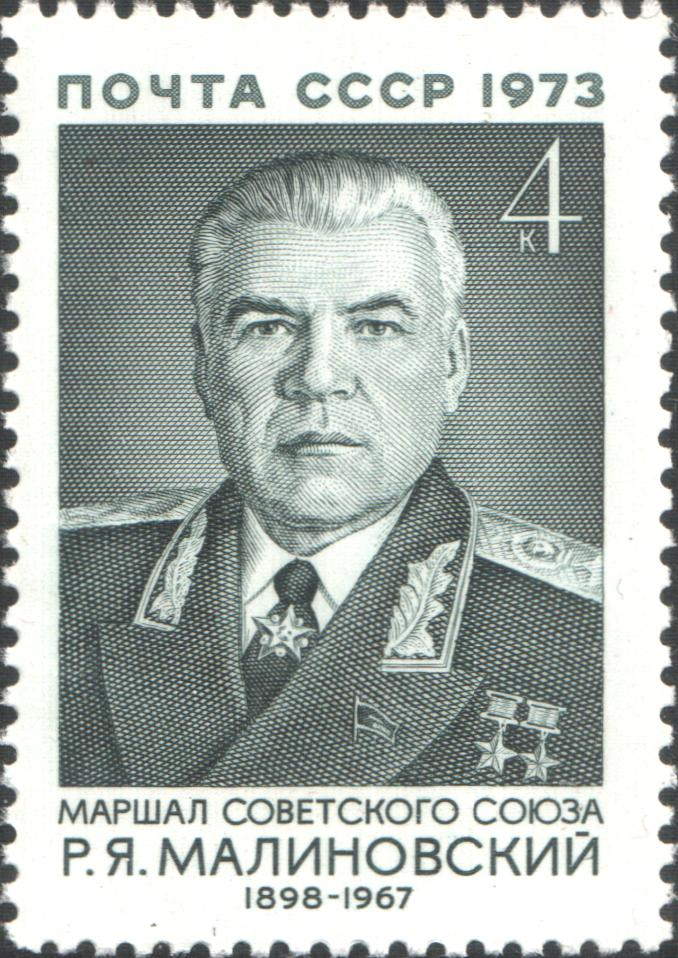
Sovětská poštovní známka z roku 1973 s podobiznou Malinovského se dvěma Zlatými hvězdami Hrdiny Sovětského svazu a Řádem vítězství

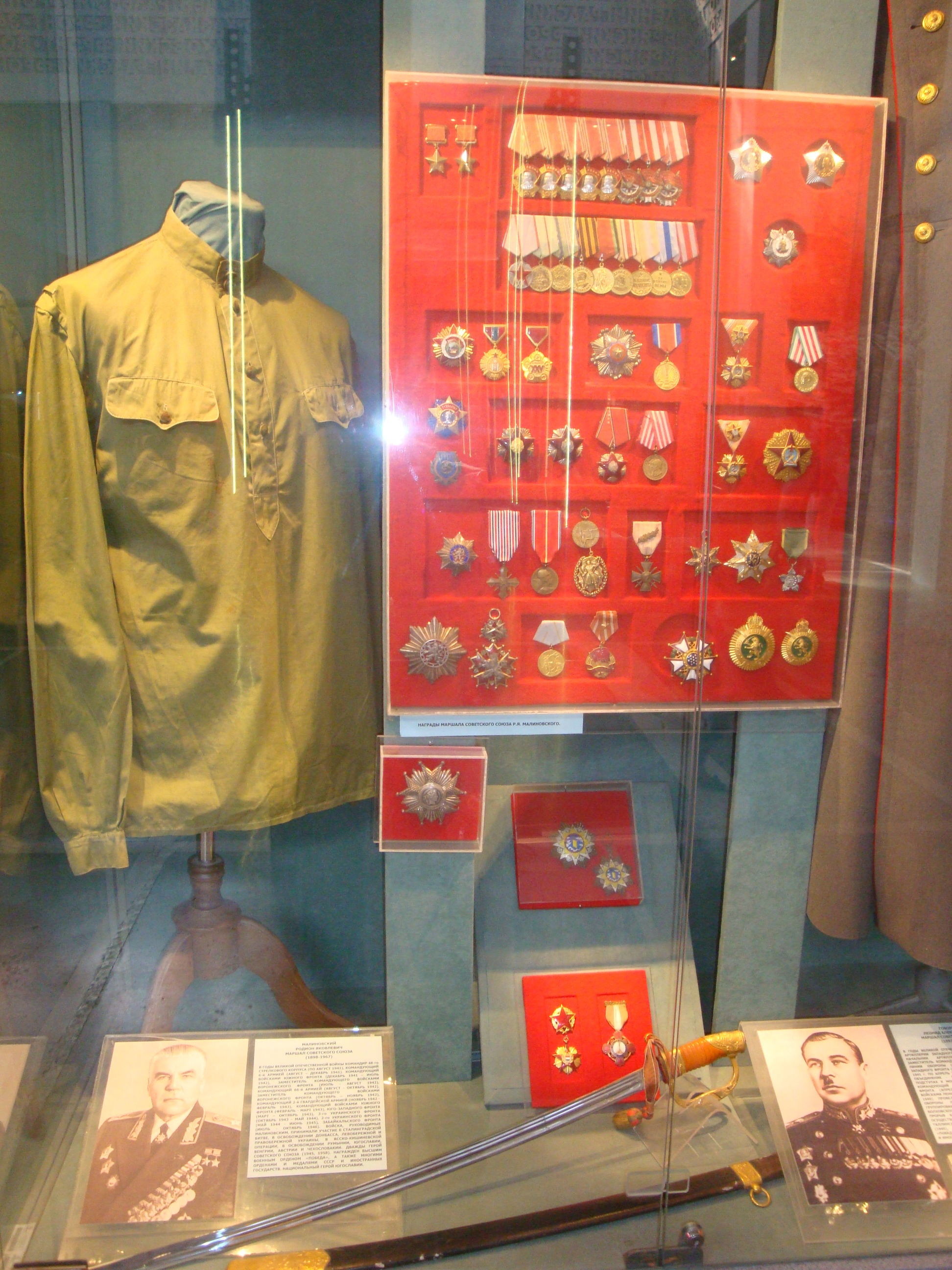
Vyznamenání Malinovského v Ústředním muzeu ozbrojených sil v Moskvě

Rodion Jakovlevič Malinovskij, sovětský velitel za druhé světové války a maršál Sovětského svazu, obdržel během života řadu sovětských i zahraničních řádů a medailí. Svůj první řád obdržel již ve věku 16 let na počátku první světové války za odvahu projevenou v bitvě u Suwałki. Podle jiných zdrojů získal svůj první řád za boje svedené u Kalvarije.
V září 1918 se spolu s ruskou legií podílel na průlomu Hindenburgovy linie a za tyto boje získal desátník Malinovskij francouzské vyznamenání Croix de guerre se stříbrnou hvězdou.

## Vojenské hodnosti
- 28. listopadu 1935: plukovník
- 15. června 1938: velitel brigády
- 4. června 1940: generálmajor
- 9. listopadu 1941: generálporučík
- 12. února 1943: generálplukovník
- 28. dubna 1943: armádní generál
- 10. září 1944: maršál Sovětského svazu

## Vyznamenání

### Ruská vyznamenání
- Kříž svatého Jiří III. třídy
- Kříž svatého Jiří IV. třídy

### Sovětská vyznamenání

#### Čestné tituly
- Hrdina Sovětského svazu – 8. září 1945 a 22. listopadu 1958

#### Řády
- Řád vítězství – č. 8, 26. dubna 1945
- Leninův řád – 17. července 1937, 6. listopadu 1941, 21. února 1945, 8. září 1945 a 22. listopadu 1948
- Řád rudého praporu – 22. října 1937, 3. listopadu 1944 a 15. listopadu 1950
- Řád Suvorova I. třídy – 28. ledna 1943 a 19. března 1944
- Řád Kutuzova I. třídy – 17. září 1943

##### Medaile
- Medaile Za obranu Stalingradu
- Medaile Za obranu Kavkazu
- Medaile Za obranu Oděsy
- Medaile za vítězství nad Německem ve Velké vlastenecké válce 1941–1945
- Jubilejní medaile 20. výročí vítězství ve Velké vlastenecké válce 1941–1945
- Medaile Za dobytí Budapešti
- Medaile Za dobytí Vídně
- Medaile Za vítězství nad Japonskem
- Medaile 20. výročí dělnicko-rolnické rudé armády
- Medaile 30. výročí sovětské armády a námořnictva
- Medaile 40. výročí Ozbrojených sil SSSR

### Zahraniční vyznamenání
- Bulharsko
  -  Medaile 20. výročí Bulharské lidové armády – 1964
- Československo
  -  Řád Bílého lva I. třídy, vojenská divize – 6. června 1945[1]
  -  Řád Bílého lva za vítězství I. třídy – 1945
  -  Československý válečný kříž 1939 – 1945
  -  Dukelská pamětní medaile – 1959
  - Medaile k 20. výročí Slovenského národního povstání – 1965
- Čína
  -  Medaile čínsko-sovětského přátelství – 1956
- Francie
  -  velkodůstojník Řádu čestné legie – 1945
  -  Croix de guerre 1914–1918 – 1916
  -  Croix de guerre 1939–1945 – 1945
- Indonésie
  -  Řád hvězdy Indonéské republiky II. třídy – 1963
  - Řád hvězdy udatnosti – 1962
- Jugoslávie
  -  Řád národního hrdiny – 27. května 1964 – za vysoce profesionální velení vojsk a hrdinství v boji proti společnému nepříteli, za zásluhy o rozvoj a posílení přátelských vztahů mezi ozbrojenými silami Sovětského svazu a ozbrojenými silami Jugoslávie[5]
  -  Řád partyzánské hvězdy I. třídy – 1956
- Maďarsko
  -  Řád svobody – 1946
  -  Řád za zásluhy Maďarské lidové republiky I. třídy – 1950 a 1965
- Maroko
  -  velkostuha Vojenského záslužného řádu – 1965
- Mexiko
  - Medaile nezávislosti – 1964
- Mongolsko
  -  Süchbátarův řád – 1961
  -  Řád rudého praporu – 1945
  -  Medaile 25. výročí mongolské lidové revoluce – 1945
  -  Medaile Za vítězství nad Japonskem – 1946
- Rumunsko
  -  Řád obrany vlasti I. třídy – 1950
  -  Řád obrany vlasti II. třídy – 1950
  -  Řád obrany vlasti III. třídy – 1950
  - Medaile za osvobození od fašismu – 1950
- Severní Korea
  -  Řád národního praporu I. třídy – 1948
  - Medaile 40. výročí osvobození Koreji in memoriam – 1985
- Spojené státy americké
  -  Legion of Merit – 1946
- Tchaj-wan
  -  Řád oblaku a praporu I. třídy – 1946
- Východní Německo
  -  Medaile Za upevňování bratrství ve zbrani I. třídy – 1966